# 공존 (출판사)
도서출판 공존은 대한민국의 출판사로 2006년 창립하여 인문・사회 분야의 책을 주로 출간하고 있다.

## 주요 단행본
1. 프로파간다 (2009년, ISBN 9788995894576)
2. 동물은 인간에게 무엇인가 (2018년, ISBN 9791196301415)